# European Shield
Der European Shield war ein “Hoffnungs”-Turnier für Rugby-Mannschaften, die in der ersten Runde des European Challenge Cup in den Jahren 2002–03 und 2003–04 ausschieden. Der Name „European Shield“ wurde vorher für den European Challenge Cup benutzt.
In der Saison 2004–05 nahmen die zwölf Mannschaften teil, die die Qualifikation für den European Challenge Cup verpassten. Außerdem nahmen noch Bucureşti Rugby (Rumänien), UCM Madrid (Spanien), Bera Bera (Spanien) und Lisboa Rugby Club (Portugal) am European Shield teil.
Der Shield wird seit 2005 nicht mehr abgehalten, da der European Challenge Cup restrukturiert wurde.

## Ehemalige Gewinner des European Shield
| Saison | Pokalsieger       | Ergebnis | 2. Finalist        | Stadion                         | Zuschauer |
| ------ | ----------------- | -------- | ------------------ | ------------------------------- | --------- |
| 2003   | Castres Olympique | 40-12    | Caerphilly RFC     | Madejski Stadium, Reading       | 3.500     |
| 2004   | Montpellier       | 25-19    | Rugby Viadana      | Stadio Sergio Lanfranchi, Parma | 2,553     |
| 2005   | FC Auch           | 23-10    | Worcester Warriors | Kassam Stadium, Oxford          | 2,823     |